# 7 Iris
 7 Iris  (starogrško Ίρις, latinizirano: Íris) je asteroid tipa S v glavnem asteroidnem pasu.

## Odkritje
Odkril ga je John Russell Hind (1823–1895) 13. avgusta 1847. 
Asteroid Iris je bil njegov prvi asteroid, ki ga je odkril. Poimenovan je po boginji Iris iz grše mitologije.

## Lastnosti
Asteroid Iris ima premer okoli 199,83 km in je tako eden izmed večjih asteroidov v glavnem asteroidnem pasu. Njegova površina je bogata na silikatih. Njegov geometrični albedo je 0,277. Okoli svoje osi se zavrti v 7,14 urah. Analiza s svetlobnimi krivuljami je pokazala, da pol asteroida kaže proti ekliptičnim koordinatam (β, λ) = (10°, 20°) z možno napako 10°. Njena vrtilna os je nagnjena za 85°, kar pomeni, da celo poloblo obseva Sonce celo poletje, pozimi pa Sonce ne vzide. To povzroča velike temperaturne razlike na površini, kjer se opažajo tudi večje razlike v albedu.
Površina asteroida Iris je precej svetla, verjetno je mešanica zlitine niklja in železa ter magnezijevih in železovih silikatov. Spekter je podoben spektru, ki ga kažejo L in LL hondriti s popravki zaradi vesoljske erozije. Ta asteroid bi zaradi tega lahko bil tudi izvor te vrste meteoritov.